# Sheba / Wonderful Land
Sheba / Wonderful Land – singel Mike’a Oldfielda, wydany we wrześniu 1980 roku. Ciężko określić, który utwór można uznać za „wiodący”, ponieważ zależnie od wydania Sheba pojawiał się na stronie A lub B. Dodatkowo, na okładce singla widnieje tytuł Wonderful Land.
Wondeful Land to cover utworu zespołu The Shadows o tym samym tytule. Nagrany został do niego teledysk, obecnie dostępny na DVD Elements.

## Spis utworów
1. „Sheba” – 3:33
2. „Wonderful Land” (edit) – 2:50